# Ludwigsgymnasium Radegast
Das Ludwigsgymnasium Radegast ist ein ehemaliges Schulgebäude in der Stadt Südliches Anhalt in Sachsen-Anhalt.

## Geschichte
Nachdem in Radegast im 19. Jahrhundert mehrere kleine Schulen erbaut worden waren, erhielt die Landstadt im Jahr 1935 ein neues großes Schulgebäude in der Bahnhofstraße. Der Bau wurde im Jahr 1934 begonnen.
In der DDR wurde die Schule in die POS Fritz Weineck umgewandelt. Nach der Wende war die Schule Grundschule und Sekundarschule und schließlich – bis 1998 – auch Außenstelle des Ludwigsgymnasiums Köthen, weshalb sie im Denkmalverzeichnis Ludwigsgymnasium genannt wird.
Anfang des 21. Jahrhunderts wurde mehrfach versucht, das Schulgebäude zu versteigern. Die später erbaute Turnhalle wurde im Jahr 2003 für einen Euro an die Stadt Radegast verkauft. Aktuell (Stand: September 2022) steht das Gebäude leer, da die Grundschule in Flachbauten nördlich der Schule (Postring 2) untergebracht wurde.

## Baubeschreibung
Das Gebäude besaß den Haupteingang an der Südseite zur Bahnhofsstraße hin. Die Fassade ist streng symmetrisch gegliedert. Die Fenster massieren sich in der Mitte, wo sich jeweils vier Fensterachsen rechts und links des Eingangs befinden, wohingegen am linken und rechten Rand komplett auf Fenster verzichtet wurde. Dafür sind die Ost- und Westseite dann pro Etage mit vier Fensterachsen ausgestattet, so dass die dort zu findenden Räumlichkeiten ebenfalls ausreichend Licht erhalten.
Eine historische Ansichtskarte zeigt die Hauptfassade mit der propagandistischen Inschrift „Unser Glaube ist der Sieg“, eine ideologische Umdeutung des christlichen Zitats INDUBITATA FIDES, MUNDI VICTORIA SOLA (deutsch Unser Glaube ist der Sieg, der die Welt überwunden hat, 1. Joh. 5,4), da es sich um keine christliche Schule handelte. Nach dem Zweiten Weltkrieg wurde dieses Zitat entfernt. Die Dachlandschaft wurde seit der Erbauung etwas verändert, so dass sich verschiedene Formen von Dachgauben – darunter Schleppgauben – auf dem Dach befinden. Die Südfassade wird von einem breiten Zwerchhaus mit Dreiecksgiebel dominiert, dem Südeingang ist ein Portikus vorgelagert.
Das Schulgebäude in der Bahnhofstraße 13 ist als Baudenkmal im Denkmalverzeichnis mit der Erfassungsnummer 094 18068 eingetragen. Das Grundstück ist 2500 m² groß.